# 蔬菜統營處

蔬菜統營處（英語：Vegetable Marketing Organization，簡稱菜統處或蔬統處）是根據香港法例第277章《農產品（統營）條例》成立的財政獨立、非牟利法定機構，負責香港本地農產品之統銷服務與支援服務，於1946年成立。
蔬菜統營處成立起初於九龍油麻地區設立批發市場，後來油麻地蔬菜批發市場因不敷應用而搬到現時地址即九龍荔枝角道757號。
蔬菜統營處處長由政府提名公職人員充任，並由諮詢團體機構統營顧問委員會提供意見。

## 蔬菜批發市場及辦事處
- 長沙灣蔬菜批發市場
- 藍地蔬菜收集站
- 錦田蔬菜收集站
- 交予蔬菜產銷合作社經營之諸蔬菜收集站

## 外部連結
- 蔬菜統營處 （页面存档备份，存于）